# Elecciones parlamentarias de Chile de 1969
En las elecciones parlamentarias chilenas de marzo de 1969 los partidos del naciente conglomerado amplio de izquierda, la Unidad Popular, lograron alrededor del 44 % de los votos, manteniéndose la Democracia Cristiana con el principal partido del país, a pesar de perder la mayoría parlamentaria.
Para esta fecha los antiguos y tradicionales Partido Conservador y Liberal se habían extinguido de la legalidad y sus miembros se fusionaron al naciente Partido Nacional, fundado en mayo de 1966 formalmente y que vio crecer su caudal de militancia al ingresar liberales, conservadores y nacionalistas, alzándose como el segundo partido más votado del país con sobre el 20 % de los votos.
En esta elección se consolidarían las posiciones agrupadas en los tradicionales tres tercios electorales; dicha situación que se vería reflejada en la elección presidencial donde empatarían virtualmente el candidato de la Unidad Popular, Salvador Allende Gossens y el de la derecha tradicional, Jorge Alessandri Rodríguez, con poco más de un tercio de los votos cada uno, correspondiéndole al Congreso dirimir la situación a favor de alguno, tal como lo había hecho en 1958.
El mismo día de los comicios parlamentarios se realizaron elecciones complementarias para elegir un regidor en 9 comunas:
- Viña del Mar, por fallecimiento de Rogelio Astudillo Castro (PC).
- Santiago, por fallecimiento de Sara Gajardo Araya (PDC).
- San Antonio, por fallecimiento de Benjamín Buscaglia Zarrandicoechea (PC).
- Coltauco, por fallecimiento del regidor electo Osvaldo Ruiz García (PDC).
- Coinco, por fallecimiento de Horacio Valenzuela Lavín (PN).[5]
- Ninhue, por fallecimiento de Romualdo Tassara Fuentes (PDC).
- Pinto, por fallecimiento de Delfín Omar Rodríguez Rodríguez (PR).
- Lautaro, por fallecimiento de Augusto Bernous Orellana (PR).
- Lago Ranco, por fallecimiento de Ernesto Cárdenas Bustamante (PR).

## División electoral
Una reforma a la Ley Electoral aumentó el número de escaños de la Cámara de Diputados a 150 agregando un escaño adicional a la Agrupación Departamental de Magallanes y creando el distrito electoral de Aysén, Coyhaique y Chile Chico con dos escaños. Además, en el Senado se agregó una nueva Agrupación (la 10ma) correspondiente a las provincias de Chiloé, Aysén y Magallanes, asignándosele 5 escaños senatoriales.

## Campaña
El plazo para inscribir candidaturas en la Dirección del Registro Electoral finalizó el 2 de noviembre de 1968, y el 4 del mismo mes el director Andrés Rillón realizó el sorteo para determinar la ubicación de las listas en la cédula de votación; el orden establecido fue el siguiente:
- A: Partido Nacional
- B: Partido Comunista
- C: Partido Democrático Nacional
- D: Unión Socialista Popular
- E: Partido Radical
- F: Partido Socialista
- G: Partido Demócrata Cristiano
- H: Partido Social Demócrata
- I: Candidatos independientes

El 16 de noviembre de 1968 la Dirección del Registro Electoral publicó en el Diario Oficial de la República de Chile la distribución de tiempos máximos que tendría cada partido político de manera diaria para contratar propaganda pagada en las radioemisoras de cada provincia:
| Provincia                                 | Lista | Lista | Lista  | Lista  | Lista | Lista | Lista  | Lista  | Lista | Tiempo para cada lista (en segundos) |
| Provincia                                 | A. PN | B. PC | C. PDN | D. USP | E. PR | F. PS | G. PDC | H. PSD | Ind.  | Tiempo para cada lista (en segundos) |
| ----------------------------------------- | ----- | ----- | ------ | ------ | ----- | ----- | ------ | ------ | ----- | ------------------------------------ |
| Tarapacá                                  |       |       |        |        |       |       |        |        |       | 514                                  |
| Antofagasta                               |       |       |        |        |       |       |        |        |       | 514                                  |
| Atacama                                   |       |       |        |        |       |       |        |        |       | 514                                  |
| Coquimbo                                  |       |       |        |        |       |       |        |        |       | 514                                  |
| Aconcagua                                 |       |       |        |        |       |       |        |        |       | 514                                  |
| Valparaíso                                |       |       |        |        |       |       |        |        |       | 450                                  |
| Santiago                                  |       |       |        |        |       |       |        |        |       | 360                                  |
| O'Higgins                                 |       |       |        |        |       |       |        |        |       | 450                                  |
| Colchagua                                 |       |       |        |        |       |       |        |        |       | 514                                  |
| Curicó                                    |       |       |        |        |       |       |        |        |       | 514                                  |
| Talca                                     |       |       |        |        |       |       |        |        |       | 600                                  |
| Maule                                     |       |       |        |        |       |       |        |        |       | 720                                  |
| Linares                                   |       |       |        |        |       |       |        |        |       | 514                                  |
| Ñuble                                     |       |       |        |        |       |       |        |        |       | 514                                  |
| Concepción                                |       |       |        |        |       |       |        |        |       | 450                                  |
| Arauco                                    |       |       |        |        |       |       |        |        |       | 514                                  |
| Bío-Bío                                   |       |       |        |        |       |       |        |        |       | 600                                  |
| Malleco                                   |       |       |        |        |       |       |        |        |       | 514                                  |
| Cautín                                    |       |       |        |        |       |       |        |        |       | 514                                  |
| Valdivia                                  |       |       |        |        |       |       |        |        |       | 514                                  |
| Osorno                                    |       |       |        |        |       |       |        |        |       | 600                                  |
| Llanquihue                                |       |       |        |        |       |       |        |        |       | 600                                  |
| Chiloé                                    |       |       |        |        |       |       |        |        |       | 600                                  |
| Aysén                                     |       |       |        |        |       |       |        |        |       | 514                                  |
| Magallanes                                |       |       |        |        |       |       |        |        |       | 514                                  |
| Fuente: Dirección del Registro Electoral. |       |       |        |        |       |       |        |        |       |                                      |

## Elección de laCámara de Diputados

### Resultados
Según el orden en la papeleta electoral:
| Lista                       | Partido                      | Sigla                       | Votos     | %?      | Cand.? | Dip.? | %?      | ± %?     |
| --------------------------- | ---------------------------- | --------------------------- | --------- | ------- | ------ | ----- | ------- | -------- |
| A                           | Partido Nacional             | PN                          | 480 523   | 20,82 % | 114    | 33    | 22,67 % |          |
| B                           | Partido Comunista            | PCCh                        | 383 049   | 16,60 % | 63     | 22    | 14,67 % | 3,87 %   |
| C                           | Partido Democrático Nacional | PADENA                      | 44 818    | 1,94 %  | 119    | 0     | 0,00 %  | -1,33 %  |
| D                           | Unión Socialista Popular     | USOPO                       | 51 904    | 2,25 %  | 64     | 0     | 0,00 %  |          |
| E                           | Partido Radical              | PR                          | 313 559   | 13,59 % | 115    | 24    | 15,33 % | -0,12 %  |
| F                           | Partido Socialista           | PS                          | 294 448   | 12,76 % | 87     | 15    | 10,00 % | 2,18 %   |
| G                           | Partido Demócrata Cristiano  | PDC                         | 716 547   | 31,05 % | 146    | 56    | 36,67 % | -12,55 % |
| H                           | Partido Social Demócrata     | PSD                         | 20 560    | 0,89 %  | 32     | 0     | 0,00 %  |          |
|                             | Independientes               | Ind                         | 2104      | 0,09 %  | 2      | 0     | 0,00 %  | -0,16 %  |
| Total de votos válidos      | Total de votos válidos       | Total de votos válidos      | 2 307 512 | 96,63 % |        |       |         |          |
| Votos nulos y en blanco     | Votos nulos y en blanco      | Votos nulos y en blanco     | 80 504    | 3,37 %  |        |       |         |          |
| Total de sufragios emitidos | Total de sufragios emitidos  | Total de sufragios emitidos | 2 388 016 | 100 %   |        |       |         |          |

### Listado de diputados 1969-1973

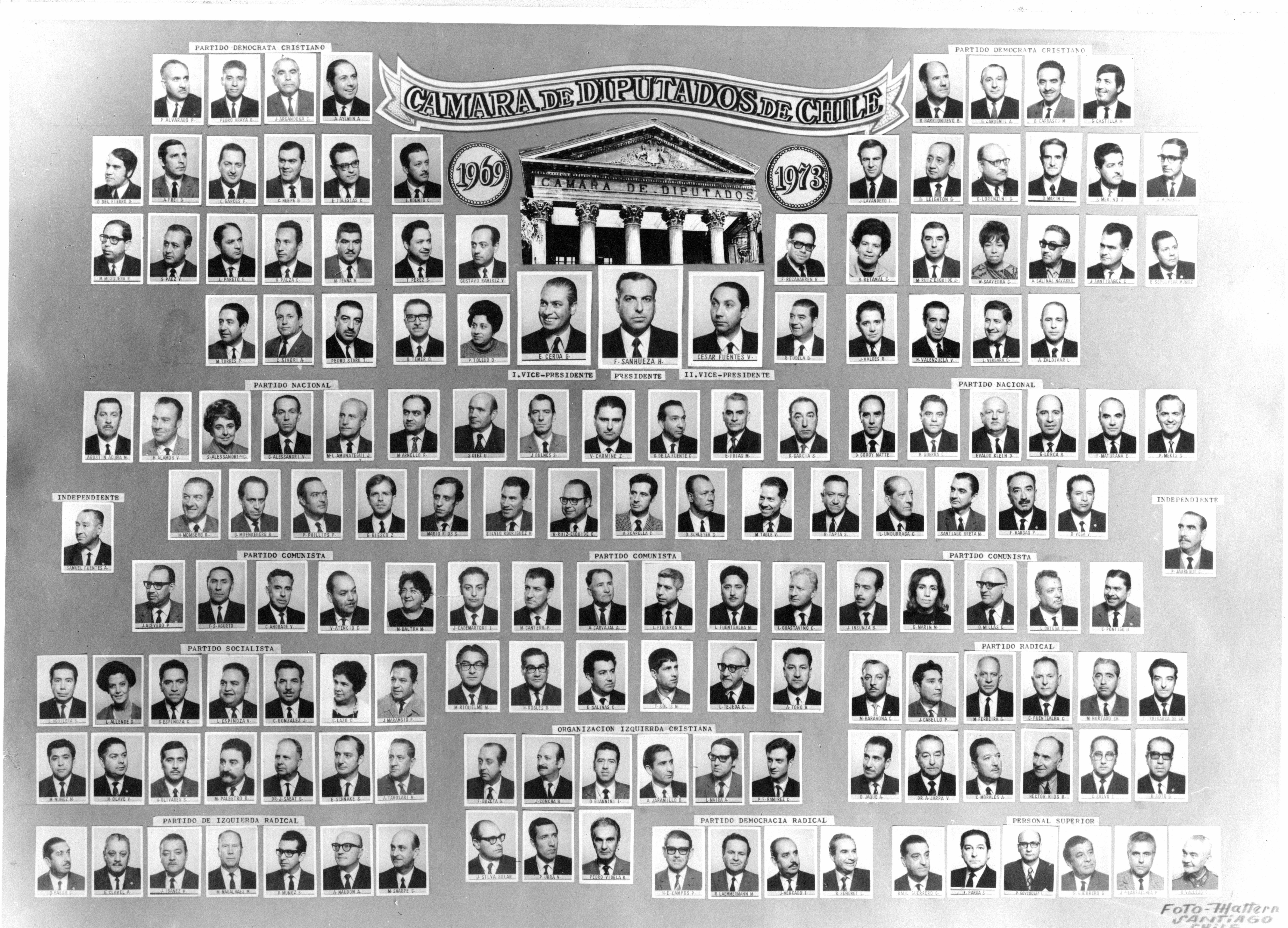
Composición de la Cámara de Diputados para el período 1969-1973.

| Departamentos                                      | N.º | Diputado                         | Partido |
| -------------------------------------------------- | --- | -------------------------------- | ------- |
| Arica Pisagua Iquique                              | 1   | Vicente Atencio Cortés           | PCCh    |
| Arica Pisagua Iquique                              | 2   | Arturo Carvajal Acuña            | PCCh    |
| Arica Pisagua Iquique                              | 3   | Bernardino Guerra Cofré          | PN      |
| Arica Pisagua Iquique                              | 4   | Humberto Palza Corvacho          | PDC     |
| Tocopilla El Loa Antofagasta Taltal                | 5   | Mario Riquelme Muñoz             | PCCh    |
| Tocopilla El Loa Antofagasta Taltal                | 6   | Pedro Araya Ortiz                | PDC     |
| Tocopilla El Loa Antofagasta Taltal                | 7   | Eduardo Clavel Amión             | PR      |
| Tocopilla El Loa Antofagasta Taltal                | 8   | Juan Floreal Recabarren Rojas    | PDC     |
| Tocopilla El Loa Antofagasta Taltal                | 9   | Juan Bautista Argandoña Cortés   | PDC     |
| Tocopilla El Loa Antofagasta Taltal                | 10  | Rubén Soto Gutiérez              | PR      |
| Tocopilla El Loa Antofagasta Taltal                | 11  | Hugo Robles Robles               | PCCh    |
| Chañaral-Copiapó Freirina-Huasco                   | 12  | Raúl Armando Barrionuevo         | PDC     |
| Chañaral-Copiapó Freirina-Huasco                   | 13  | Manuel Magalhaes Medling         | PR      |
| La Serena Elqui Coquimbo Ovalle Combarbalá Illapel | 14  | Mario Torres Peralta             | PDC     |
| La Serena Elqui Coquimbo Ovalle Combarbalá Illapel | 15  | Cipriano Pontigo Urrutia         | PCCh    |
| La Serena Elqui Coquimbo Ovalle Combarbalá Illapel | 16  | Clemente Fuentealba Caamaño      | PR      |
| La Serena Elqui Coquimbo Ovalle Combarbalá Illapel | 17  | Julio Alberto Mercado Illanes    | PR      |
| La Serena Elqui Coquimbo Ovalle Combarbalá Illapel | 18  | Fernando Vargas Peralta          | PN      |
| La Serena Elqui Coquimbo Ovalle Combarbalá Illapel | 19  | Marino Penna Miranda             | PDC     |
| La Serena Elqui Coquimbo Ovalle Combarbalá Illapel | 20  | Luis Aguilera Báez               | PS      |
| Petorca San Felipe Los Andes                       | 21  | Eduardo Cerda García             | PDC     |
| Petorca San Felipe Los Andes                       | 22  | Félix Iglesias Cortés            | PDC     |
| Petorca San Felipe Los Andes                       | 23  | Jorge Godoy Matte                | PN      |
| Valparaíso Quillota Casablanca Limache             | 24  | Graciela Lacoste Navarro         | PDC     |
| Valparaíso Quillota Casablanca Limache             | 25  | Telésforo Barahona Ceballos      | PR      |
| Valparaíso Quillota Casablanca Limache             | 26  | Gustavo Cardemil Alfaro          | PDC     |
| Valparaíso Quillota Casablanca Limache             | 27  | Osvaldo Giannini Íñiguez         | PDC     |
| Valparaíso Quillota Casablanca Limache             | 28  | Luis Guastavino Córdova          | PCCh    |
| Valparaíso Quillota Casablanca Limache             | 29  | Carlos Andrade Vera              | PCCh    |
| Valparaíso Quillota Casablanca Limache             | 30  | Manuel Cantero Prado             | PCCh    |
| Valparaíso Quillota Casablanca Limache             | 31  | Gustavo Lorca Rojas              | PN      |
| Valparaíso Quillota Casablanca Limache             | 32  | Aníbal Scarella Calandroni       | PN      |
| Valparaíso Quillota Casablanca Limache             | 33  | Antonio Tavolari Vásquez         | PS      |
| Valparaíso Quillota Casablanca Limache             | 34  | Jorge Santibáñez Ceardi          | PDC     |
| Valparaíso Quillota Casablanca Limache             | 35  | Eduardo Magno Sepúlveda Muñoz    | PDC     |
| 1.er. Distrito Metropolitano: Santiago             | 36  | Bernardo Leighton Guzmán         | PDC     |
| 1.er. Distrito Metropolitano: Santiago             | 37  | Mireya Baltra Moreno             | PCCh    |
| 1.er. Distrito Metropolitano: Santiago             | 38  | Fernando Sanhueza Herbage        | PDC     |
| 1.er. Distrito Metropolitano: Santiago             | 39  | Wilna Saavedra Cortés            | PDC     |
| 1.er. Distrito Metropolitano: Santiago             | 40  | Silvia Alessandri Montes         | PN      |
| 1.er. Distrito Metropolitano: Santiago             | 41  | Luis Pareto González             | PDC     |
| 1.er. Distrito Metropolitano: Santiago             | 42  | Miguel Luis Amunátegui Johnson   | PN      |
| 1.er. Distrito Metropolitano: Santiago             | 43  | Luis Figueroa Mazuela            | PCCh    |
| 1.er. Distrito Metropolitano: Santiago             | 44  | Mario Arnello Romo               | PN      |
| 1.er. Distrito Metropolitano: Santiago             | 45  | Héctor Valenzuela Valderrama     | PDC     |
| 1.er. Distrito Metropolitano: Santiago             | 46  | Álvaro Erich Schnake Silva       | PS      |
| 1.er. Distrito Metropolitano: Santiago             | 47  | Carlos Morales Abarzúa           | PR      |
| 1.er. Distrito Metropolitano: Santiago             | 48  | Gustavo Monckeberg Barros        | PN      |
| 1.er. Distrito Metropolitano: Santiago             | 49  | Engelberto Frías                 | PN      |
| 1.er. Distrito Metropolitano: Santiago             | 50  | Rafael Señoret Lapsley           | PR      |
| 1.er. Distrito Metropolitano: Santiago             | 51  | Luis Maira Aguirre               | PDC     |
| 1.er. Distrito Metropolitano: Santiago             | 52  | José Luis Cademartori Invernizzi | PCCh    |
| 1.er. Distrito Metropolitano: Santiago             | 53  | Carmen Lazo Carrera              | PS      |
| 2.º. Distrito Metropolitano: Talagante             | 54  | Laura Allende Gossens            | PS      |
| 2.º. Distrito Metropolitano: Talagante             | 55  | Fernando Buzeta González         | PDC     |
| 2.º. Distrito Metropolitano: Talagante             | 56  | Gladys Marín Millié              | PCCh    |
| 2.º. Distrito Metropolitano: Talagante             | 57  | Blanca Retamal Contreras         | PDC     |
| 2.º. Distrito Metropolitano: Talagante             | 58  | José Manuel Tagle Valdés         | PN      |
| 3.er. Distrito Metropolitano: Puente Alto          | 59  | Alberto Zaldívar Larraín         | PDC     |
| 3.er. Distrito Metropolitano: Puente Alto          | 60  | Julio Silva Solar                | PDC     |
| 3.er. Distrito Metropolitano: Puente Alto          | 61  | Gustavo Alessandri Valdés        | PN      |
| 3.er. Distrito Metropolitano: Puente Alto          | 62  | José Orlando Millas Correa       | PCCh    |
| 3.er. Distrito Metropolitano: Puente Alto          | 63  | Mario Palestro Rojas             | PS      |
| Melipilla San Antonio San Bernardo Maipo           | 64  | Pedro Nolasco Videla Riquelme    | PDC     |
| Melipilla San Antonio San Bernardo Maipo           | 65  | Andrés Aylwin Azócar             | PDC     |
| Melipilla San Antonio San Bernardo Maipo           | 66  | Juan Acevedo Pavez               | PCCh    |
| Melipilla San Antonio San Bernardo Maipo           | 67  | Jaime Bulnes Sanfuentes          | PN      |
| Melipilla San Antonio San Bernardo Maipo           | 68  | José Matías Núñez Malhue         | PS      |
| Rancagua Caupolicán San Vicente Cachapoal          | 69  | Ricardo Tudela Barraza           | PDC     |
| Rancagua Caupolicán San Vicente Cachapoal          | 70  | José Ricardo Monares Gómez       | PDC     |
| Rancagua Caupolicán San Vicente Cachapoal          | 71  | Jorge Insunza Becker             | PCCh    |
| Rancagua Caupolicán San Vicente Cachapoal          | 72  | Patricio Mekis Spikin            | PN      |
| Rancagua Caupolicán San Vicente Cachapoal          | 73  | Héctor Olivares Solís            | PS      |
| Rancagua Caupolicán San Vicente Cachapoal          | 74  | Santiago Ureta Mackenna          | PN      |
| San Fernando Santa Cruz Colchagua                  | 75  | Anatolio Salinas Navarro         | PDC     |
| San Fernando Santa Cruz Colchagua                  | 76  | Héctor Ríos Ríos                 | PR      |
| San Fernando Santa Cruz Colchagua                  | 77  | Fernando Maturana Erbetta        | PN      |
| San Fernando Santa Cruz Colchagua                  | 78  | Joel Marambio Páez               | PS      |
| Curicó Mataquito                                   | 79  | Luis Undurraga Correa            | PN      |
| Curicó Mataquito                                   | 80  | Carlos Garcés Fernández          | PDC     |
| Curicó Mataquito                                   | 81  | Héctor Campos Pérez              | PR      |
| Talca Lontué Curepto                               | 82  | Emilio Lorenzini Gratwohl        | PDC     |
| Talca Lontué Curepto                               | 83  | Silvio Rodríguez Villalobos      | PN      |
| Talca Lontué Curepto                               | 84  | Gustavo Ramírez Vergara          | PDC     |
| Talca Lontué Curepto                               | 85  | Jorge Cabello Pizarro            | PR      |
| Talca Lontué Curepto                               | 86  | Alejandro Toro Herrera           | PCCh    |
| Constitución Cauquenes Chanco                      | 87  | Alberto Naudón Abarca            | PR      |
| Constitución Cauquenes Chanco                      | 88  | Juan Valdés Rodríguez            | PDC     |
| Constitución Cauquenes Chanco                      | 89  | Osvaldo Vega Vera                | PN      |
| Linares Parral Loncomilla                          | 90  | Carlos Avendaño Ortúzar          | PN      |
| Linares Parral Loncomilla                          | 91  | Jaime Concha Barañao             | PDC     |
| Linares Parral Loncomilla                          | 92  | Jorge Ibáñez Vergara             | PR      |
| Linares Parral Loncomilla                          | 93  | Guido Castilla Hernández         | PDC     |
| San Carlos Itata                                   | 94  | César Fuentes Venegas            | PDC     |
| San Carlos Itata                                   | 94  | Tomás Irribarra de la Torre      | PR      |
| San Carlos Itata                                   | 96  | Germán Riesco Zañartu            | PN      |
| Chillán Bulnes Yungay                              | 97  | Alberto Jaramillo Bórquez        | PDC     |
| Chillán Bulnes Yungay                              | 98  | Lautaro Vergara Osorio           | PDC     |
| Chillán Bulnes Yungay                              | 99  | Hugo Álamos Vásquez              | PN      |
| Chillán Bulnes Yungay                              | 100 | Abel Jarpa Vallejos              | PR      |
| Chillán Bulnes Yungay                              | 101 | Osvaldo Basso Carvajal           | PR      |
| Tomé Concepción Talcahuano Yumbel                  | 102 | Arturo Frei Bolívar              | PDC     |
| Tomé Concepción Talcahuano Yumbel                  | 103 | Mario Mosquera Roa               | PDC     |
| Tomé Concepción Talcahuano Yumbel                  | 104 | Mariano Ruiz Esquide Jara        | PDC     |
| Tomé Concepción Talcahuano Yumbel                  | 105 | Duberildo Jaque Araneda          | PR      |
| Tomé Concepción Talcahuano Yumbel                  | 106 | Fernando Agurto Ramírez          | PCCh    |
| Tomé Concepción Talcahuano Yumbel                  | 107 | Luis Fuentealba Medina           | PCCh    |
| Tomé Concepción Talcahuano Yumbel                  | 108 | Rufo Ruiz Esquide Espinoza       | PN      |
| Tomé Concepción Talcahuano Yumbel                  | 109 | Tomás Solís Nova                 | PCCh    |
| Tomé Concepción Talcahuano Yumbel                  | 110 | Gerardo Espinoza Carrillo        | PS      |
| Arauco Lebu-Cañete                                 | 111 | Claudio Huepe García             | PDC     |
| Arauco Lebu-Cañete                                 | 112 | Renato Laemmermann Monsalves     | PR      |
| La Laja Nacimiento Mulchén                         | 113 | Mario Sharpe Carte               | PR      |
| La Laja Nacimiento Mulchén                         | 114 | Luis Enrique Tejeda Oliva        | PCCh    |
| La Laja Nacimiento Mulchén                         | 115 | Mario Ríos Santander             | PN      |
| La Laja Nacimiento Mulchén                         | 116 | Pedro Stark Troncoso             | PDC     |
| Angol Collipulli Traiguén Victoria Curacautín      | 117 | Roberto Muñoz Barra              | PR      |
| Angol Collipulli Traiguén Victoria Curacautín      | 118 | Carlos Sívori Alzérreca          | PDC     |
| Angol Collipulli Traiguén Victoria Curacautín      | 119 | Osvaldo Temer Oyarzún            | PDC     |
| Angol Collipulli Traiguén Victoria Curacautín      | 120 | Gabriel de la Fuente Cortés      | PN      |
| Angol Collipulli Traiguén Victoria Curacautín      | 121 | Patricio Phillips Peñafiel       | PN      |
| Angol Collipulli Traiguén Victoria Curacautín      | 122 | Camilo Salvo Inostroza           | PR      |
| Lautaro Temuco Imperial Villarrica                 | 123 | Pedro Urra Veloso                | PDC     |
| Lautaro Temuco Imperial Villarrica                 | 124 | Pedro Alvarado Páez              | PDC     |
| Lautaro Temuco Imperial Villarrica                 | 125 | Sergio Merino Jarpa              | PDC     |
| Lautaro Temuco Imperial Villarrica                 | 126 | Jorge Lavandero Illanes          | PDC     |
| Lautaro Temuco Imperial Villarrica                 | 127 | Edmundo Salinas Clavería         | PCCh    |
| Lautaro Temuco Imperial Villarrica                 | 128 | Víctor Carmine Zúñiga            | PN      |
| Lautaro Temuco Imperial Villarrica                 | 129 | Hardy René Momberg Roa           | PN      |
| Lautaro Temuco Imperial Villarrica                 | 130 | Gregorio García Sabugal          | PN      |
| Lautaro Temuco Imperial Villarrica                 | 131 | Samuel Fuentes Andrades          | PR      |
| Lautaro Temuco Imperial Villarrica                 | 132 | Óscar Schleyer Springmuller      | PN      |
| Valdivia La Unión Río Bueno                        | 133 | Eduardo Koenig Carrillo          | PDC     |
| Valdivia La Unión Río Bueno                        | 134 | Pabla Toledo Obando              | PDC     |
| Valdivia La Unión Río Bueno                        | 135 | Agustín Acuña Méndez             | PN      |
| Valdivia La Unión Río Bueno                        | 136 | Jorge Sabat Gozalo               | PS      |
| Valdivia La Unión Río Bueno                        | 137 | Hernán Olave Verdugo             | PS      |
| Osorno Río Negro                                   | 138 | Mario Hurtado Chacón             | PR      |
| Osorno Río Negro                                   | 139 | Pedro Jáuregui Castro            | PS      |
| Osorno Río Negro                                   | 140 | Pedro Ramírez Ceballos           | PDC     |
| Llanquihue Puerto Varas Maullín-Calbuco            | 141 | Evaldo Klein Doener              | PN      |
| Llanquihue Puerto Varas Maullín-Calbuco            | 142 | Sergio Páez Verdugo              | PDC     |
| Llanquihue Puerto Varas Maullín-Calbuco            | 143 | Luis Espinoza Villalobos         | PS      |
| Ancud Castro Quinchao-Palena                       | 144 | René Tapia Salgado               | PN      |
| Ancud Castro Quinchao-Palena                       | 145 | Orlando del Fierro Demartini     | PDC     |
| Ancud Castro Quinchao-Palena                       | 146 | Manuel Ferreira Guzmán           | PR      |
| Aysén-Coyhaique Chile Chico                        | 147 | Baldemar Carrasco Muñoz          | PDC     |
| Aysén-Coyhaique Chile Chico                        | 148 | Leopoldo Ortega Rodríguez        | PCCh    |
| Última Esperanza Magallanes-Tierra del Fuego       | 149 | Tolentino Pérez Soto             | PDC     |
| Última Esperanza Magallanes-Tierra del Fuego       | 150 | Carlos González Jaksic           | PS      |

#### Presidentes de la Cámara de Diputados
| Inicio                   | Término                  | Presidente | Presidente                    | Partido | Partido |
| ------------------------ | ------------------------ | ---------- | ----------------------------- | ------- | ------- |
| 15 de mayo de 1969       | 9 de septiembre de 1969  |            | Héctor Valenzuela Valderrama  |         | PDC     |
| 9 de septiembre de 1969  | 16 de septiembre de 1969 |            | Julio Silva Solar             |         | MAPU    |
| 16 de septiembre de 1969 | 12 de mayo de 1970       |            | Julio Alberto Mercado Illanes |         | DR      |
| 12 de mayo de 1970       | 22 de junio de 1971      |            | Jorge Ibáñez Vergara          |         | PR      |
| 22 de junio de 1971      | 20 de julio de 1971      |            | Eduardo Antonio Cerda García  |         | PDC     |
| 20 de julio de 1971      | 15 de mayo de 1973       |            | Fernando Sanhueza Herbage     |         | PDC     |

## Elección delSenado

### Resultados
Según el orden en la papeleta electoral:
| Lista                  | Partido                     | Sigla                  | Votos     | %?      | Sen.? | %?      |
| ---------------------- | --------------------------- | ---------------------- | --------- | ------- | ----- | ------- |
| A                      | Partido Nacional            | PN                     | 173 386   | 17,23 % | 5     | 16,67 % |
| B                      | Partido Comunista           | PCCh                   | 181 488   | 18,04 % | 4     | 13,33 % |
| D                      | Unión Socialista Popular    | USOPO                  | 24 423    | 2,43 %  | 1     | 3,33 %  |
| E                      | Partido Radical             | PR                     | 160 875   | 15,99 % | 5     | 16,67 % |
| F                      | Partido Socialista          | PS                     | 120 629   | 11,99 % | 3     | 10,00 % |
| G                      | Partido Demócrata Cristiano | PDC                    | 345 248   | 34,32 % | 12    | 40,00 % |
| Total de votos válidos | Total de votos válidos      | Total de votos válidos | 1 006 049 | 100 %   |       |         |

### Listado de senadores 1969-1973
Las provincias que escogían senadores en esta elección para el período 1969-1977 fueron: Tarapacá y Antofagasta; Aconcagua y Valparaíso; O'Higgins y Colchagua; Ñuble, Concepción y Arauco; Valdivia, Osorno y Llanquihue; agregándose en esta oportunidad además cinco escaños senatoriales más al crearse la agrupación provincial de Chiloé, Aysén y Magallanes.
En el cuadro de distribución se encuentran marcados en celdas oscuras y negrita aquellos que se eligieron en esta elección. Las provincias restantes en el listado que a continuación se entrega, corresponden a los senadores para el período 1965-1973, que mantienen sus cargos desde la elección anterior (1965).
| Provincias                 | N.º | Senador                           | Partido |
| -------------------------- | --- | --------------------------------- | ------- |
| Tarapacá Antofagasta       | 1   | Luis Valente Rossi                | PCCh    |
| Tarapacá Antofagasta       | 2   | Ramón Augusto Silva Ulloa         | USOPO   |
| Tarapacá Antofagasta       | 3   | Juan de Dios Carmona Peralta      | PDC     |
| Tarapacá Antofagasta       | 4   | Osvaldo Olguín Zapata             | PDC     |
| Tarapacá Antofagasta       | 5   | Víctor Contreras Tapia            | PCCh    |
| Atacama Coquimbo           | 6   | Alejandro Noemi Huerta            | PDC     |
| Atacama Coquimbo           | 7   | José Ignacio Palma Vicuña         | PDC     |
| Atacama Coquimbo           | 8   | Hugo Miranda Ramírez              | PR      |
| Atacama Coquimbo           | 9   | Tomás Chadwick Valdés             | USOPO   |
| Atacama Coquimbo           | 10  | Julieta Campusano Chávez          | PCCh    |
| Aconcagua Valparaíso       | 11  | Luis Bossay Leiva                 | PR      |
| Aconcagua Valparaíso       | 12  | Pedro Ibáñez Ojeda                | PN      |
| Aconcagua Valparaíso       | 13  | Luis Corvalán Lepez               | PCCh    |
| Aconcagua Valparaíso       | 14  | Benjamín Prado Casas              | PDC     |
| Aconcagua Valparaíso       | 15  | Hugo Ballesteros Reyes            | PDC     |
| Santiago                   | 16  | Rafael Agustín Gumucio Vives      | PDC     |
| Santiago                   | 17  | Tomás Reyes Vicuña                | PDC     |
| Santiago                   | 18  | José Musalem Saffie               | PDC     |
| Santiago                   | 19  | Carlos Altamirano Orrego          | PS      |
| Santiago                   | 20  | Volodia Teitelboim Volosky        | PCCh    |
| O'Higgins Colchagua        | 21  | Víctor García Garzena             | PN      |
| O'Higgins Colchagua        | 22  | Anselmo Sule Candia               | PR      |
| O'Higgins Colchagua        | 23  | José Manuel Isla Hevia            | PDC     |
| O'Higgins Colchagua        | 24  | Ricardo Valenzuela Sáez           | PDC     |
| O'Higgins Colchagua        | 25  | María Elena Carrera Villavicencio | PS      |
| Curicó Talca Linares Maule | 26  | Patricio Aylwin Azócar            | PDC     |
| Curicó Talca Linares Maule | 27  | Raúl Gormaz Molina                | PDC     |
| Curicó Talca Linares Maule | 28  | José Foncea Aedo                  | PDC     |
| Curicó Talca Linares Maule | 29  | Raúl Juliet Gómez                 | PR      |
| Curicó Talca Linares Maule | 30  | Rafael Tarud Siwady               | PS      |
| Ñuble Concepción Arauco    | 31  | Alberto Jerez Horta               | PDC     |
| Ñuble Concepción Arauco    | 32  | Tomás Pablo Elorza                | PDC     |
| Ñuble Concepción Arauco    | 33  | Jorge Montes Moraga               | PCCh    |
| Ñuble Concepción Arauco    | 34  | Humberto Aguirre Doolan           | PR      |
| Ñuble Concepción Arauco    | 35  | Francisco Bulnes Sanfuentes       | PN      |
| Biobío Malleco Cautín      | 36  | Luis Fernando Luengo Escalona     | PSD     |
| Biobío Malleco Cautín      | 37  | Julio Durán Neumann               | PR      |
| Biobío Malleco Cautín      | 38  | Alberto Baltra Cortés             | PR      |
| Biobío Malleco Cautín      | 39  | Renán Fuentealba Moena            | PDC     |
| Biobío Malleco Cautín      | 40  | Ricardo Ferrando Keun             | PDC     |
| Valdivia Osorno Llanquihue | 41  | Américo Acuña Rosas               | PR      |
| Valdivia Osorno Llanquihue | 42  | Julio von Mühlenbrock Lira        | PN      |
| Valdivia Osorno Llanquihue | 43  | Luis Papic Ramos                  | PDC     |
| Valdivia Osorno Llanquihue | 44  | Narciso Irureta Aburto            | PDC     |
| Valdivia Osorno Llanquihue | 45  | Aniceto Rodríguez Arenas          | PS      |
| Chiloé Aysén Magallanes    | 46  | Fernando Ochagavía Valdés         | PN      |
| Chiloé Aysén Magallanes    | 47  | Salvador Allende Gossens          | PS      |
| Chiloé Aysén Magallanes    | 48  | Raúl Hernán Morales Adriasola     | PR      |
| Chiloé Aysén Magallanes    | 49  | Juan Hamilton Depassier           | PDC     |
| Chiloé Aysén Magallanes    | 50  | Alfredo Macario Lorca Valencia    | PDC     |

#### Presidentes del Senado
| Inicio              | Término             | Presidente | Presidente                | Partido | Partido |
| ------------------- | ------------------- | ---------- | ------------------------- | ------- | ------- |
| 15 de mayo de 1969  | 12 de enero de 1971 |            | Tomás Pablo Elorza        |         | PDC     |
| 12 de enero de 1971 | 22 de mayo de 1972  |            | Patricio Aylwin Azócar    |         | PDC     |
| 22 de mayo de 1972  | 15 de mayo de 1973  |            | José Ignacio Palma Vicuña |         | PDC     |